# Pablo Albera
Pablo Albera (castellanizado Álbera) (None, 6 de junio de 1845 - Turín, 29 de octubre de 1921), fue un sacerdote católico italiano y el rector mayor de la Congregación Salesiana entre 1910 y 1921 como el II Sucesor de Don Bosco. Es conocido en la historia salesiana como el Pequeño Don Bosco a quien conoció personalmente desde muchacho. Su fotografía más popular es precisamente una en la que el niño Pablo Álbera se encuentra en confesión con Don Bosco en el Oratorio de Turín en 1861. Don Álbera fue el primer inspector salesiano de Francia y fue nominado como rector mayor en 1910 después de la muerte de Don Rúa.

## Biografía
Pablo nació el 6 de junio de 1845 en None, una población entre Turín y Pinerolo. Era el séptimo hijo de una familia de campesinos de clase media y se encontró por primera vez con Don Bosco en la parroquia de su pueblo cuando tenía trece años de edad. El 18 de octubre de 1858 ingresó al Oratorio de Valdocco.
Testimonio de su dedicación a los estudios y su carácter apacible lo da uno de sus antiguos compañeros de infancia:

"Amantísimo del juego, yo estaba continuamente en movimiento: él, bastante calmoso, prefería pasear o estar retirado en el despacho de Don Alasonatti al que ayudaba en pequeñas cosas. Albera era muy estudioso y era de los primeros de la clase, manifestando mucho ingenio y gran voluntad; pero sobresalía también por su piedad, por lo cual era muy querido por Don Bosco"

El gran afecto que le da Don Bosco hace que le llamen desde su adolescencia "el Benjamín de Don Bosco". Es aceptado a lo que entonces era conocido como la "práctica de las Reglas de la Sociedad" a tan sólo quince años de edad el 1 de mayo de 1860 y dos semanas después recibe la sotana, siendo uno de los primeros veintidós salesianos en hacer votos públicos.
El 14 de mayo de 1862 emite su primera profesión religiosa. Estudia teología y se licencia en literatura en Mirabello. En 1863 fue enviado como profesor y asistente al Colegio de Mirabello y entre sus alumnos se encontraba el futuro obispo salesiano del Brasil, Luis Lasagna.
Fue ordenado sacerdote el 2 de agosto de 1868 en Casale y bien pronto es elegido director primero en Marassi en 1871 y después en Génova en 1872. En 1875 abrió una casa para vocaciones tardías y en 1881 fue elegido inspector de las obras salesianas de Francia en donde hizo crecer el apostolado para recibir en Marsella el nombre de Pequeño Don Bosco.
Regresa a Turín en 1891 como catequista general de la Congregación y en 1900 Don Rúa lo envía como visitador de las casas salesianas de América.

## Rector mayor
Desde 1910 hasta su muerte es rector mayor de los salesianos como el II sucesor de Don Bosco y durante su mandato prosigue el engrandecimiento de la congregación (aumenta el número de salesianos en 700 y las casas en más de cien), aunque le tocó un periodo muy difícil por la I Guerra Mundial (1914 - 1918) en la cual algunos salesianos fueron enlistados en los diferentes ejércitos, entre ellos un joven que llegaría a ser también rector mayor: Renato Ziggiotti. Una de sus primeras obras como superior general fue la de aceptar la misión salesiana de Katanga en África Central en 1911.
En 1913 Don Albera visita las casas salesianas de Austria, Polonia, Yugoslavia, Inglaterra y Bélgica y abre la misión salesiana de Hungría, pero la I Guerra Mundial interrumpe sus intenciones y crea grandes dificultades al apostolado salesiano en Europa.  Muchos de los colegios salesianos fueron convertidos en hospitales o cuarteles militares. El rector mayor escribe entonces desde Turín una carta mensual entre 1916 y 1918 a los cuarteles europeos en donde se sabía que había jóvenes salesianos.
Pero mientras Europa estaba bloqueada por una guerra cruenta y dolorosa, las obras salesianas crecían en otros latitudes de la tierra. En 1914 Don Albera da vía en 1914 a la apertura de la misión de río Negro en Brasil, en 1916 de Alemania y en 1917 la misión de Shiu-Chou en China.
En 1915 el papa Benedicto XV hace honor a los salesianos eligiendo como cardenal al primer obispo salesiano, Monseñor Cagliero.
Las obras de Don Bosco continúan su expansión y en 1920 se abre la misión del Gran Chaco en Paraguay, en 1921 la de Assam en India y la de América Central y Cuba.
El 24 de octubre de 1921 murió Don Pablo Albera en Turín a la edad de 76 años.